# Cardoni
Cardoni è una frazione del comune di Marzano Appio (CE), e conta una popolazione di 45 abitanti.

## Geografia fisica
Si trova a 0,65 km dal comune ed è a 340 m.s.l.m.

## Geografia antropica
Le case antiche e le strade tortuose, fanno ritornare la frazione nei tempi più antichi e remoti, quando vennero costruite le abitazioni. La frazione non è molto grande, infatti è formata solo dalla strada principale che prende il nome della frazione, "Via Cardoni", da una strada parallela detta anche "Vico Cardoni" e da una stradina divisa solamente da un muretto, che gli abitanti le danno il nomignolo di "Via Detta Scoparella".

## Infrastrutture e trasporti
La frazione viene raggiunta principalmente in macchina, ma alcuni del paese la raggiungono a piedi, perché a valle della frazione si estende il cimitero del paese. Confina con un'altra frazione di Marzano Appio, che si chiama Macini. Fino a qualche decina di anni fa, veniva raggiunta anche da un servizio di navette, che faceva il giro di tutto il comune (comprese anche le frazioni). Di conseguenza venne sospeso e mai rimesso in servizio.